# Strooizout

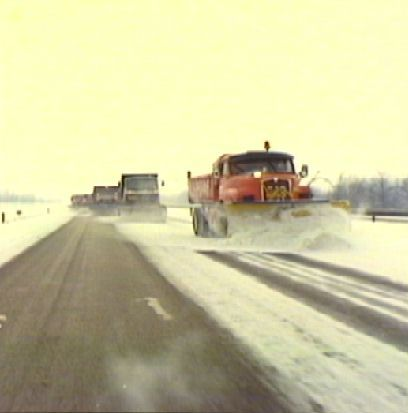
Gladheidbestrijding

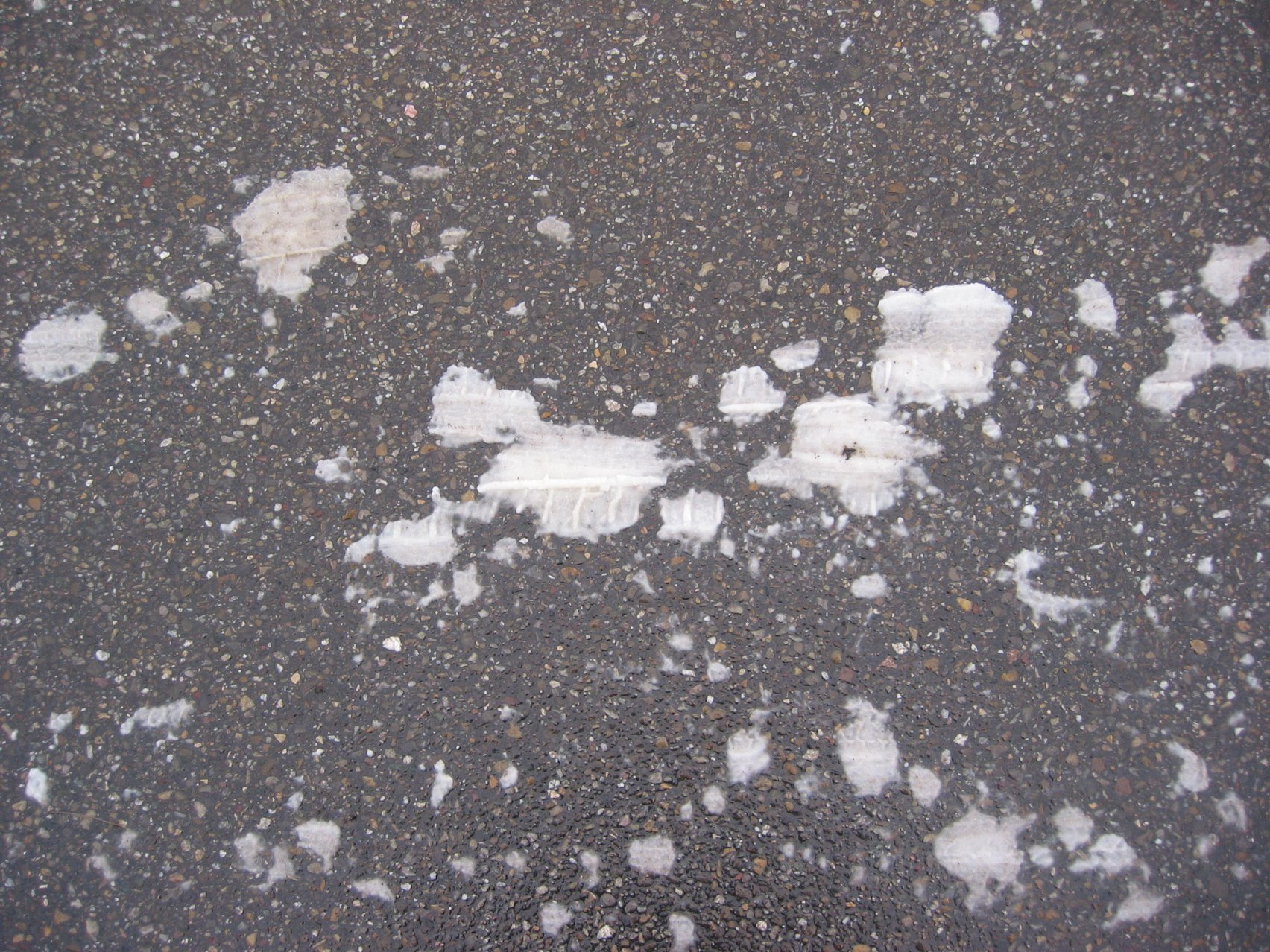
Strooizout op wegdek

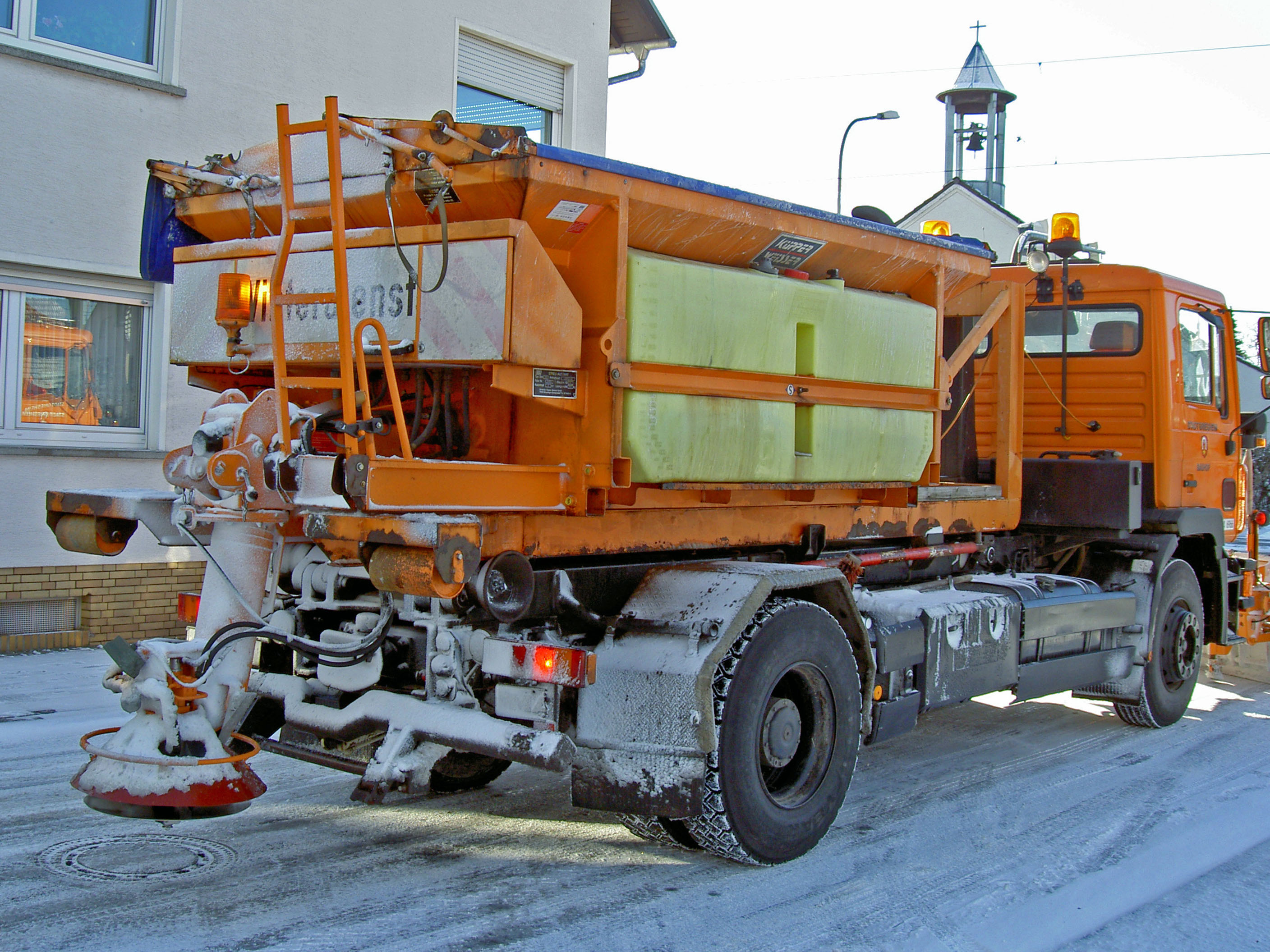
Sneeuwschuiver met strooier

Strooizout is het zout dat 's winters ter gladheidbestrijding op de wegen wordt gestrooid.

## Lager vriespunt
Strooizout is een dooimiddel dat ervoor zorgt dat het vriespunt van water wordt verlaagd. Het zout (vrijwel altijd natriumchloride, NaCl, soms calciumchloride, CaCl2) mengt zich met het aanwezige water (ijs of sneeuw) en vormt zo pekel, dat een lager vriespunt dan water heeft; als water 1 molal natriumchloride bevat, zal het vriespunt met ongeveer 3,72 °C naar beneden gaan. Doordat pekel een lager vriespunt heeft dan water, zal dit dus minder snel bevriezen, waardoor er minder gladheid optreedt. Na het zoutstrooien moet er echter wel voldoende verkeer zijn om een goede menging van het zout en water te krijgen. Ook wordt natriumchloride bij steeds lagere temperaturen minder effectief. Om dan ijs nog te laten smelten, kan gebruik worden gemaakt van calciumchloride, wat echter veel duurder is.

## Natzout
Tegenwoordig wordt veelal gebruikgemaakt van natzout. De strooimachine is in dat geval voorzien van vloeistoftanks (meestal aan de zijkant), waarin vooraf gemengd pekel is opgeslagen. Het droge zout wordt, voordat het wordt uitgebracht, met pekel vermengd, waarbij de zoutkorrels samenklonteren. Het voordeel hiervan is dat het mengsel homogener is dan droog zout, waardoor het veel nauwkeuriger verstrooid kan worden. Bovendien ontstaat hierbij veel minder stof achter de strooier. Het is daardoor voor de strooier mogelijk om sneller te rijden, tot wel 70 km/h (tegen maximaal 40 km/h bij droog zout strooien). Natzout hecht ook beter aan het wegoppervlak door kristallisatie en omdat natzout minder snel verwaait, is het ook geschikt om preventief te strooien

## Effecten van pekel
Het strooien van zout is niet zonder risico. Zo moeten de carrosserieën van auto's goed worden beschermd tegen oxidatie, omdat pekel sterk reageert met metalen.
Een andere invloed is het zouter worden van de grond naast de weg, waardoor het het leefmilieu van de flora beïnvloedt. Zo zijn langs veel wegen zoutminnende planten, zoals het Engels gras, te vinden, ver van de kusten waar ze normaal worden aangetroffen.
Door de steeds geavanceerdere apparatuur en nieuwe technieken, zoals natzoutstrooien, is de nauwkeurigheid waarmee het zout op de weg gebracht wordt de laatste jaren echter sterk vergroot, waardoor de milieubelasting lager is geworden. Niet alleen is de gebruikte dosering een stuk lager dan vroeger (vaak wordt slechts 10 g/m2 gestrooid), ook wordt veel minder in de berm gestrooid.

## Vliegvelden
Op vliegvelden worden andere dooimiddelen gebruikt, 'niet-corrosieve' stoffen die het metaal van de vliegtuigen niet aantasten.

## Hoeveelheid strooizout in Nederland
Tussen 1960 en 1970 ging Rijkswaterstaat bij het bestrijden van gladheid over van zand op zout. Grote hoeveelheden wegenzout worden op voorraad gehouden, in totaal ongeveer 100.000 ton (in 1980 was dat nog 150.000 ton); 1100 aanhangstrooiers, 775 laadtransporteurs en 1100 sneeuwploegen (waarvan 400 voor fietspaden) staan elke winter startklaar.
In de winter van 2009-2010, met veel sneeuw, werd er door Rijkswaterstaat 191.000 ton zout gestrooid op rijkswegen. Uitgaande van ruim 5050 km rijksweg is dat bijna 38 kg per strekkende meter weg, waarbij overigens niet is verdisconteerd dat sommige kilometers weg meerdere rijstroken hebben. In een gemiddelde winter strooit Rijkswaterstaat 70.000 ton.

## Soorten
Er zijn verschillende soorten strooizout. Zo kan er een keuze gemaakt worden uit vacuümzout, steenzout of zeezout. Zeezout is in Nederland niet gebruikelijk. Vacuümzout wordt gefabriceerd door onderaardse zoutlagen in vloeibare vorm omhoog te pompen en het vervolgens in een fabriek zodanig te bewerken dat er korrels overblijven. Vacuümzout is vrij zuiver, maar kost relatief veel energie om te produceren. Steenzout wordt gewonnen in zoutmijnen, met name in Duitsland, Marokko, Turkije, Egypte,  Argentinië en Oostenrijk. De kwaliteit van steenzout loopt uiteen; van 60% NaCl (veel verontreiniging) tot 99.8% NaCl (zeer zuiver), afhankelijk van de plaats waar het wordt gewonnen. De grootte van de korrel is afhankelijk van de eis van de koper en kan worden gezeefd op maat. In Nederland wordt overwegend steenzout gestrooid, dat gemixt is met een antiklontermiddel E535. Door de (on)zuiverheid van het zout is strooizout niet geschikt voor de menselijke voeding.

## Strooizout voor particulieren
Er is ook strooizout dat wordt verkocht in emmers van ongeveer 5 kg. Dit wordt vaak door particulieren gebruikt om de stoep mee schoon te maken. In sommige landen, bijvoorbeeld Duitsland en Luxemburg, zijn huiseigenaren wettelijk verplicht de straat voor hun huis sneeuw- en ijsvrij te houden, en zijn ze juridisch aansprakelijk bij schade door nalatigheid. 
Sommige mensen kopen in plaats van strooizout gewoon tafelzout uit de supermarkt. Dat komt doordat strooizout niet altijd in de supermarkt verkocht wordt en tafelzout vaak 50% goedkoper is. Meestal worden emmers strooizout verkocht bij doe-het-zelfzaken en handelaren in onderhoudsproducten. Het bestelde zout wordt aan huis of zakelijk geleverd. Sommige gemeenten geven strooizout gratis weg aan particulieren op voorwaarde dat ze een emmertje kunnen meenemen om zout op te scheppen.

## Wanneer strooien
Om de gevaren van gladheid te voorkomen of weg te werken, kan men op verschillende momenten strooien:
- Preventief strooien: wanneer de weersverwachtingen slecht worden, kan men preventief strooien om de eerste gladheid tegen te gaan. Als de temperatuur niet al te laag wordt en de neerslag beperkt blijft, is preventief strooien veelal genoeg. Door de gevoelige oppervlaktes preventief te bestrooien, krijgen sneeuw en ijzel minder kans om zich te hechten aan de ondergrond.
- Curatief strooien: strooien vanaf het ogenblik dat het sneeuwen of ijzelen is begonnen, met als doel om de ondergrond begaanbaar te houden of zo snel mogelijk opnieuw begaanbaar te maken.
- Repressief strooien: strooien nadat het reeds glad is geworden. Voor toekomstige neerslag werkt dit tevens preventief.